# Schlacht am Lacus Benacus
Mediolanum – Augusta Vindelicorum – Lacus Benacus – Placentia – Fano – Pavia – Langres – Vindonissa – Autun – Reims – Brumath – Senonae – Argentoratum – Solicinium – Argentovaria
Die Schlacht am Lacus Benacus (lateinisch für Gardasee) wurde im November des Jahres 268 an den Ufern des Gardasees in Norditalien zwischen Alamannen und Römern unter Kaiser Claudius Gothicus ausgetragen.
Im Laufe des Jahres 268 durchbrach ein alamannisches Heer von angeblich 100.000 Kriegern die Grenze auf dem Brenner und drang tief in römisches Gebiet ein. Das römische Heer war aufgrund innerer Unruhen geschwächt und durch eine Invasion der Goten in der Schlacht bei Naissus anderweitig gebunden. Ungehindert konnten die Alamannen große Teile Norditaliens besetzen. Claudius Gothicus versuchte durch Verhandlungen die Alamannen zum Abzug zu bewegen. Als dies scheiterte, entschloss er sich zum Kampf an den Ufern des Gardasees. Der Kaiser errang mit seinen 35.000 Soldaten einen triumphalen Sieg und konnte mehr als die Hälfte der gegnerischen Alamannen töten oder gefangen nehmen. Die entkommenen Alamannen flüchteten zurück über die Alpen.
Die Zahlen der Krieger wurden vermutlich von den römischen Geschichtsschreibern stark übertrieben, um den römischen Sieg glanzvoller erscheinen zu lassen.